# Smedby, Kalmar kommun
Smedby (uttal (fil)) är en tätort i Kalmar kommun i Kalmar län, belägen cirka 10 kilometer väster om centralorten Kalmar.

## Befolkningsutveckling
| Befolkningsutvecklingen i Smedby 1960–2020 | Befolkningsutvecklingen i Smedby 1960–2020 | Befolkningsutvecklingen i Smedby 1960–2020 | Befolkningsutvecklingen i Smedby 1960–2020 | Befolkningsutvecklingen i Smedby 1960–2020 |
| ------------------------------------------ | ------------------------------------------ | ------------------------------------------ | ------------------------------------------ | ------------------------------------------ |
|                                            |                                            |                                            |                                            |                                            |
| År                                         |                                            |                                            | Folkmängd                                  | Areal (ha)                                 |
| 1960                                       | 1960                                       |                                            | 868                                        |                                            |
| 1965                                       | 1965                                       |                                            | 1 066                                      |                                            |
| 1970                                       | 1970                                       |                                            | 1 372                                      |                                            |
| 1975                                       | 1975                                       |                                            | 1 290                                      |                                            |
| 1980                                       | 1980                                       |                                            | 2 013                                      |                                            |
| 1990                                       | 1990                                       |                                            | 3 723                                      | 207                                        |
| 1995                                       | 1995                                       |                                            | 3 749                                      | 207                                        |
| 2000                                       | 2000                                       |                                            | 3 545                                      | 207                                        |
| 2005                                       | 2005                                       |                                            | 3 530                                      | 207                                        |
| 2010                                       | 2010                                       |                                            | 3 487                                      | 206                                        |
| 2015                                       | 2015                                       |                                            | 3 607                                      | 238                                        |
| 2020                                       | 2020                                       |                                            | 3 730                                      | 312                                        |
|                                            |                                            |                                            |                                            |                                            |

## Samhället
Smedby är en ort med både radhus, villor och lägenheter. Många av villorna är byggda under 1960-talet och flertalet av radhusen är byggda kring 1980.
Det finns en matbutik som också är postombud, tidigare har både bank och postkontor funnits, men dessa är numera nedlagda. Det har tidigare funnits två pizzerior men numera finns det bara en och där den gamla pizzerian var finns det nu även ett café. Förutom matbutiken finns en frisör, en nagelsalong, området räknas som ortens centrum.
Söder om orten ligger Dörby kyrka där även Wirbladhs gårdshandel finns som säljer eget/närproducerade produkter.
En vårdcentral finns och tidigare ett apotek som lades ned hösten 2017. I samma byggnad inhyser även ett vårdhem för seniorer.
En järnvägsstation öppnades 14 december 2014 söder om Högalids folkhögskola. Stationen är en pendeltågsstation där Krösatågen stannar.

## Skolor
I Smedby finns Smedbyskolan (förskoleklass - och högstadium) som 2020 slogs ihop av de gamla skolorna Dörbyskolan (låg- och mellanstadium), Barkestorpskolan (högstadium). I Smedby finns även Ingelstorps lantbruksgymnasium som varje år brukar anordnar ett "kosläpp", då kreaturen släpps ut på vårbetet. 
Högalids folkhögskola är en landstingsägd folkhögskola. Orten har flera förskolor, bland annat en med nattservice, där föräldrar kan lämna sina barn även nattetid.

## Idrott
Vid Tingbyskans IP finns fotbollsklubben Smedby BoIK som har två herrlag och ett damlag samt flera ungdomslag för både pojkar och flickor i olika åldrar. 
Övriga idrottsaktiviteter:  frisbeebana, boulebana, skjutbana, tennisbana och Smedby ridklubb. Det finns också ett gym, samt Kalmar Orienterings klubbstuga i Smedby